# Milton + esperanza
Milton + esperanza é um álbum de estúdio colaborativo dos cantores e compositores Milton Nascimento e Esperanza Spalding, lançado em 9 de agosto de 2024 pela Concord Music.

## Antecedentes
Após anunciar sua aposentadoria dos palcos, Milton promoveu a turnê A Última Sessão de Música. Fora dos palcos, o artista continuou lançando trabalhos, incluindo um álbum colaborativo com a dupla sertaneja Chitãozinho & Xororó em 2023. Nesse mesmo período, o filho e empresário do artista, disse a Spalding que era hora de gravar um álbum com Milton.

## Produção
A ideia do álbum surgiu a partir da admiração mútua entre os artistas e do incentivo de Wayne Shorter, morto em 2023, que foi um mentor para Spalding e uma figura importante na carreira internacional de Milton. As gravações ocorreram no Rio de Janeiro com a participação de vários instrumentistas e músicos, entre eles Maria Gadú, Paul Simon, Tim Bernardes, Orquestra Ouro Preto, Carolina Shorter, Dianne Reeves, Lula Galvão e Guinga.
As primeiras faixas inéditas surgiram com o incentivo de Shorter, que estimulou Spalding a explorar novas sonoridades em homenagem a Milton. Entre as canções, destaca-se "Wings for the Thought Bird", composta para o disco, além de reinterpretações de clássicos do repertório de Milton, como "Cais" e "Morro Velho". Além disso, o álbum inclui uma homenagem a Shorter com a faixa "When You Dream", trazendo ainda a participação especial da viúva do saxofonista.

## Lançamento e recepção
Milton + esperanza foi anunciado em agosto de 2024, pela Concord Music. Na mesma semana de lançamento, o duo participou do Tiny Desk, da NPR Music.
O álbum teve recepção positiva da crítica especializada. O periódico The Guardian atribuiu 5 estrelas, nota máxima, descrevendo a voz de Milton Nascimento como "um barítono lindamente rico e carregado de vibrato que é o foco de uma colaboração animada com a baixista e compositora Esperanza Spalding".
A  revista de música All Music atribuiu a nota 90/100, apontando "No centro de tudo isso estão Nascimento e Spalding, cuja interação sorridente ajuda a fazer com que Milton e Esperanza se sintam ao mesmo tempo o ápice de uma carreira monumental e a continuação de um legado musical."
No site especializado Metacritic, o álbum é avaliado com 91/100, indicando aclamação universal.

## Faixas
1. "The music was there"
2. "Cais"
3. "Late september"
4. "Outubro"
5. "A day in the life"
6. "Interlude for Saci"
7. "Saci" (com Guinga)
8. "Wings for the thought bird" (com Elena Pinderhughes e Orquestra Ouro Preto)
9. "The way you are"
10. "Earth song" (com Dianne Reeves)
11. "Morro velho" (com Orquestra Ouro Preto)
12. "Saudade dos aviões da Panair (conversando no bar)" (com Lianne La Havas, Maria Gadú, Tim Bernardes, Lula Galvão)
13. "Um vento passou" (com Paul Simon)
14. "Get it by now"
15. "Outro planeta"
16. "When you dream" (com Carolina Shorter)